# SC 06 Oberlind
Der SC 06 Oberlind ist ein Sportverein im Ortsteil Oberlind der südthüringischen Stadt Sonneberg.
Sowohl in der Vergangenheit als auch in der Gegenwart (Stand 2018) hat der Sportverein über die Stadtgrenzen hinaus nur durch seine Fußballspieler auf sich aufmerksam gemacht. In dieser Hinsicht kann man auf eine langjährige Tradition zurückblicken. In den Jahren 1926 bis 1929 wurden die Oberlinder viermal in Folge Südthüringer Meister. Später und bis in die 1940er Jahre war der SC 06 jeweils in der zweithöchsten Thüringer Fußballklasse vertreten. Nach dem Zweiten Weltkrieg wurde der Verein wie alle ostdeutschen Sportvereine auf Initiative der sowjetischen Besatzungsmacht verboten.
Mit Einführung der Betriebssportgemeinschaften in Ostdeutschland konnte sich auch der Sport in Oberlind wieder geordnete Strukturen geben. Unter der Trägerschaft der Maschinenfabrik VEB Thuringia wurde die Betriebssportgemeinschaft Stahl Oberlind gegründet, deren Name 1952 in BSG Motor Oberlind geändert wurde. Die BSG bot zwar mehrere Sportarten an, überregional wurde sie jedoch nur durch ihre Fußballmannschaft bekannt. Diese gehörte 1952 zu den Gründungsmannschaften der damals drittklassigen Fußball-Bezirksliga Suhl. Bereits in der zweiten Bezirksligasaison 1953/54 errangen die Oberlinder den Bezirksmeistertitel, der zum Aufstieg in die DDR-Liga berechtigte. Wegen der Reduzierung der Liga von drei auf zwei Staffeln reichte ein elfter Platz am Ende nicht für den Klassenerhalt und Oberlind wurde in die neu geschaffene II. DDR-Liga eingegliedert. Dort konnte sich Motor Oberlind drei Jahre lang im Mittelfeld seiner Staffel platzieren, 1959 reichte es aber nur zum letzten Platz, und die Mannschaft stieg wieder in die zu diesem Zeitpunkt viertklassige Bezirksliga ab. 1963 errang Oberlind Platz 1 der Staffel Ost, unterlag im Finale um die Bezirksmeisterschaft jedoch Motor Breitungen. Bis 1976 war Motor Oberlind weiter in der Bezirksliga Suhl vertreten. Die Saison 1975/76 endete mit dem 14. und letzten Platz, und es dauerte bis 1989, bis die Oberlinder, inzwischen als BSG Thuringia antretend, wieder die Bezirksliga erreichten. Die letzte Saison der Bezirksliga Suhl vor der Neustrukturierung des Thüringer Fußballs 1990/91 schloss die Mannschaft mit Rang 7 ab.
Nachdem 1990 durch die veränderten wirtschaftlichen Verhältnisse infolge der politischen Wende von 1989 die ökonomischen Grundlagen für die Betriebssportgemeinschaften entfielen, wurde in Oberlind der SC 06 neu gegründet. Wieder waren die Fußballmannschaften das tragende Element des Vereins, jedoch auf niedrigem Niveau. Der 1. Männermannschaft gelang zwar in den 1990er Jahren der Aufstieg von der Bezirksklasse bis in die Landesklasse (6. Liga), ab 2001 rutschte die Mannschaft aber bis in die Kreisliga Sonneberg (9./10. Liga) ab, in der das Team bis zur Saison 2014/15 spielte. In dieser Saison schaffte sie den Aufstieg in die Kreisoberliga Südthüringen (8. Liga), in der sie auch derzeit (Stand: Saison 2019/20) antritt.
| Ligenübersicht 1952 bis 1991 | Ligenübersicht 1952 bis 1991 | Ligenübersicht 1952 bis 1991 |
| ---------------------------- | ---------------------------- | ---------------------------- |
| 1952–1954                    | Bezirksliga Suhl             | 3. Liga                      |
| 1954/55                      | DDR-Liga                     | 2. Liga                      |
| 1955–1959                    | II. DDR-Liga                 | 3. Liga                      |
| 1960–1976                    | Bezirksliga Suhl             | 4./3. Liga                   |
| 1976–1989                    | Bezirksklasse Suhl           | 4. Liga                      |
| 1989–1991                    | Bezirksliga Suhl             | 3. Liga                      |

| Ligenübersicht seit 2002 | Ligenübersicht seit 2002                                       | Ligenübersicht seit 2002 |
| ------------------------ | -------------------------------------------------------------- | ------------------------ |
| 2002–2004                | Landesklasse Thüringen Staffel Ost Landesklasse Thüringen West | 6. Liga                  |
| 2004–2006                | Bezirksliga Thüringen Staffel 2                                | 7. Liga                  |
| 2006–2015                | Kreisliga Sonneberg / Kreisliga Südthüringen                   | 9./10. Liga              |
| seit 2015                | Kreisoberliga Südthüringen                                     | 8. Liga                  |

## Damenmannschaft
Die Damenmannschaft des SC 06 Oberlind ist momentan das Aushängeschild des SC 06. Sie war viele Jahre in der Landesklasse Thüringen vertreten, der zweithöchsten Thüringer Spielklasse. Deutschlandweit jedoch war diese Liga durch verschiedene Strukturveränderungen im Laufe der Zeit zwischen der 4. und 7. Spielklasse anzuordnen. Seit der Saison 2017/18 spielt das Damenteam in der Verbandsliga Thüringen, der ersten Thüringer und deutschlandweit der fünfthöchsten Spielklasse.
| Ligenübersicht seit 2002 | Ligenübersicht seit 2002           | Ligenübersicht seit 2002 |
| ------------------------ | ---------------------------------- | ------------------------ |
| 2002–2017                | Landesliga Thüringen – Staffel Süd | 4.–7. Liga               |
| seit 2017                | Verbandsliga Thüringen             | 5. Liga                  |